# Parazoma semifusca
Parazoma semifusca är en fjärilsart som beskrevs av W. Warren 1896. Parazoma semifusca ingår i släktet Parazoma och familjen mätare. Inga underarter finns listade i Catalogue of Life.